# Albatros żółtodzioby
Albatros żółtodzioby (Thalassarche chlororhynchos) – gatunek dużego ptaka morskiego z rodziny albatrosów (Diomedeidae). Występuje w południowej części Oceanu Atlantyckiego, między Ameryką Południową a Afryką.
Długość ciała wynosi około 80 cm. Jasno ubarwiony z ciemnymi skrzydłami. Górna krawędź dzioba, będąca cechą charakterystyczną gatunku, żółta. Gatunek wyglądem zbliżony do innych albatrosów z rodzaju Thalassarche.
Żywi się głównie głowonogami, rybami i skorupiakami, a także padliną zwierząt morskich i odpadkami z łodzi rybackich.
W okresie lęgowym składa jedno jajo w gnieździe naziemnym zbudowanym najczęściej z błota, torfu, piór i roślin. Oboje rodzice wysiadują na zmianę. Młode powracają do kolonii po 5 latach.
Gatunek jest zagrożony wyginięciem. Jego liczebność wykazuje znaczny trend spadkowy.

## Taksonomia
Po raz pierwszy zgodnie z zasadami nazewnictwa binominalnego albatrosa żółtodziobego opisał Johann Friedrich Gmelin w 1789 roku w 13. edycji dzieła Systema Naturae pod nazwą Diomedea chlororhynchos. Opis tego gatunku sporządził John Latham osiem lat przed Gmelinem w pracy A general synopsis of birds, jednak nie nadał mu nazwy naukowej, opisując go pod obecną nazwą angielską (Yellow-nosed Albatross). Ilustracja w tej książce została sporządzona na podstawie okazu pochodzącego z Przylądka Dobrej Nadziei. John Gould w 1844 roku użył nazwy Diomedea olivaceorhyncha, która pojawiła się także w formie D. olivaceirostris w raporcie posiedzeń Akademii Nauk w 1856 roku.
Obecna nazwa naukowa Thalassarche chlororhynchos pojawiła się po raz pierwszy w literaturze w 1870 roku. Enrico Hillyer Giglioli wydzielił rodzaj Thalassarche z adnotacją: „Dziób zwężony, ogon średniej długości”. Zaznaczył też, że albatros żółtodzioby i albatros szarogłowy (Thalassarche chrysostoma) to osobne gatunki (wcześniej oba gatunki traktowano jako jeden).
W 1913 roku Gregory Macalister Mathews nadał temu gatunkowi nazwę Nealbatrus chlororhynchos i wydzielił podgatunki – N.c. carteri i N.c. bassi. Odnosiły się one do jednego gatunku, albatrosa białoszyjego (T. carteri), który został wydzielony do rangi gatunku w 2004 roku. Obecnie zwykle nie wyróżnia się podgatunków.
Nie wszyscy autorzy są jednak zgodni, co do słuszności wydzielenia albatrosa białoszyjego w randze osobnego gatunku. Penhallurick i Wink po przeanalizowaniu sekwencji DNA wykazali, że albatros białoszyi różni się od albatrosa żółtodziobego jedynie w 0,35%, co ma zdecydowanie dowodzić, że T. carteri powinien pozostać podgatunkiem T. chlororhynchos. Na swoich listach taksonomicznych również w randze podgatunku umieścili albatrosa białoszyjego James Clements i SACC.

## Morfologia
Wygląd zewnętrzny
Głowa i szyja mają barwę popielatą. Dziób czarny, z wyjątkiem jego górnej krawędzi, która ma barwę żółtą. U dojrzałych ptaków na końcu ciemnieje ona do barwy pomarańczowej, poszerzając swój zasięg do całej końcówki dzioba, nie tylko górnej krawędzi, natomiast koniuszek dzioba jest jasnożółty. Nogi i stopy niebieskawe. Skrzydła szare z brązowym odcieniem, sterówki ciemnoszare. Kuper, pokrywy nadogonowe i podogonowe, pierś, boki i brzuch białe. Osobniki młodociane podobne do dorosłych – mają jednak białą głowę i czarny dziób. Brak dymorfizmu płciowego.
Wymiary średnie
Długość ciała wynosi 74–86 cm, rozpiętość skrzydeł 178–206 cm. Masa ciała wynosi około 2,2 kg. Pojedyncze skrzydło ma długość 456–499 mm, ogon 177–199 mm, dziób 105–124 mm (jego szerokość u nasady 22–27,5 mm), skok 74–84 mm. Długość zewnętrznego palca wynosi ok. 11,2 cm, w tym pazura ok. 1,5 cm. Tylny palec (łac. hallux) ma tę samą długość, jednak pazur jest dłuższy, mierzy ok. 1,9 cm.

## Zasięg występowania
Albatros żółtodzioby występuje w południowej części Oceanu Atlantyckiego. Gniazduje na wyspach archipelagu Tristan da Cunha (Inaccessible, Middle Island, Nightingale, Stoltenhoff Island) oraz wyspie Gough. Poza sezonem lęgowym występuje głównie między równoleżnikami 25°S i 50°S, pomiędzy Ameryką Południową a Afryką. Nieregularnie pojawia się wzdłuż wschodniego wybrzeża Ameryki Północnej. Sporadycznie albatros żółtodzioby pojawia się u zachodnich wybrzeży Australii. W latach 70. XX wieku na wyspie Middle Sister Island (Wyspy Chatham) został odnotowany pojedynczy lęg tego gatunku.
Pojedynczy albatros żółtodzioby obserwowany był w Norwegii 28 czerwca 2007 roku. Następnego dnia udokumentowano fotograficznie jego pojawienie się w hrabstwie Somerset w Wielkiej Brytanii. Ustalono, że był to osobnik trzyletni, posiadający jeszcze niewybarwioną na żółto, górną część dzioba. Został oznaczony i wypuszczony, jednak odnaleziono go potem w hrabstwie Lincolnshire (Wielka Brytania). 8 lipca 2007 zaobserwowano młodocianego albatrosa (z czarnym dziobem), przypuszczalnie tego samego gatunku, u wybrzeży Szwecji, a następnie, 9 lipca, na Wyspach Owczych, jednak nie potwierdzono oznaczenia gatunku.

## Pożywienie

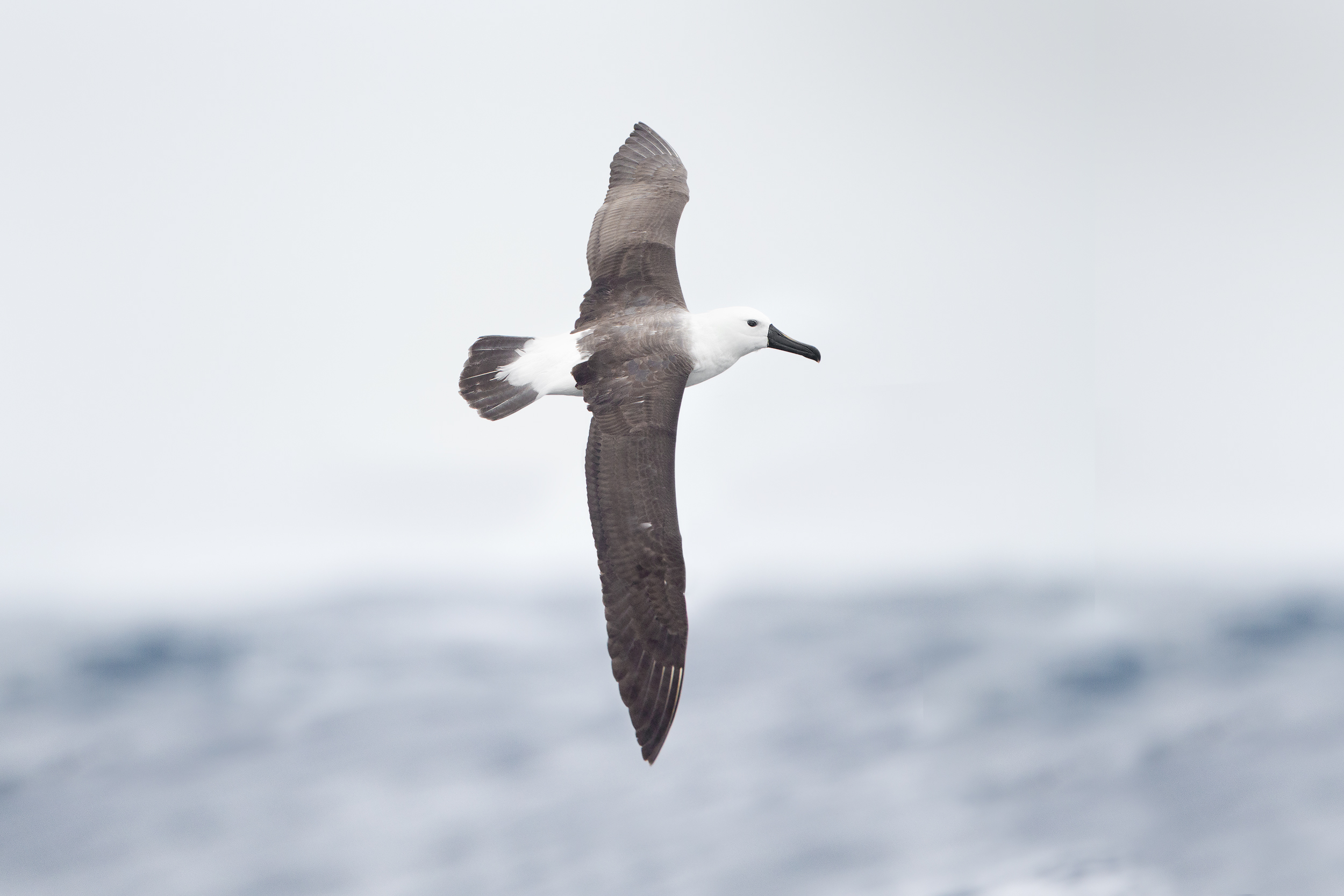
Młodociany ptak w locie

Albatros żółtodzioby żywi się głównie głowonogami, rybami i skorupiakami. Jest pokarmowym oportunistą, zadowalając się często odpadkami z łodzi rybackich. Zdarza się także, że wykrada zdobycz burzykom białobrodym (Procellaria aequinoctialis) lub tropi ławice tuńczyków i wielorybów, łapiąc ich zdobycz tuż pod powierzchnią.
U 27 zbadanych okazów tego gatunku, zebranych w latach 1994–2004, w układach pokarmowych stwierdzono obecność otolitów zwierząt morskich (typu sagitta i asteriscus), soczewki oczu, ząb, kości ryb doskonałokostnych, mięso ryb, szczątki głowonogów i pióro. Znaleziono także worek foliowy i plastikową żyłkę do połowu ryb. U martwych okazów znalezionych u wybrzeży Brazylii oraz 21 ptaków złapanych w trakcie połowu ryb w układach pokarmowych stwierdzono obecność Micropogonias furnieri z rodziny kulbinowatych, umbryny argentyńskiej (Umbrina canosai), Porichthys porosissimus z rodziny batrachowatych, Malacocephalus occidentalis z rodziny buławnikowatych, kalmara argentyńskiego (Illex argentinus), nieokreślone gatunki z rodzajów: Ornithoteuthis z rodziny strzalikowatych, Gonatus z podrzędu Oegopsina oraz Histioteuthis, kałamarnice oraz nieokreślony gatunek należący do spodoustych.

## Tryb życia i zachowanie

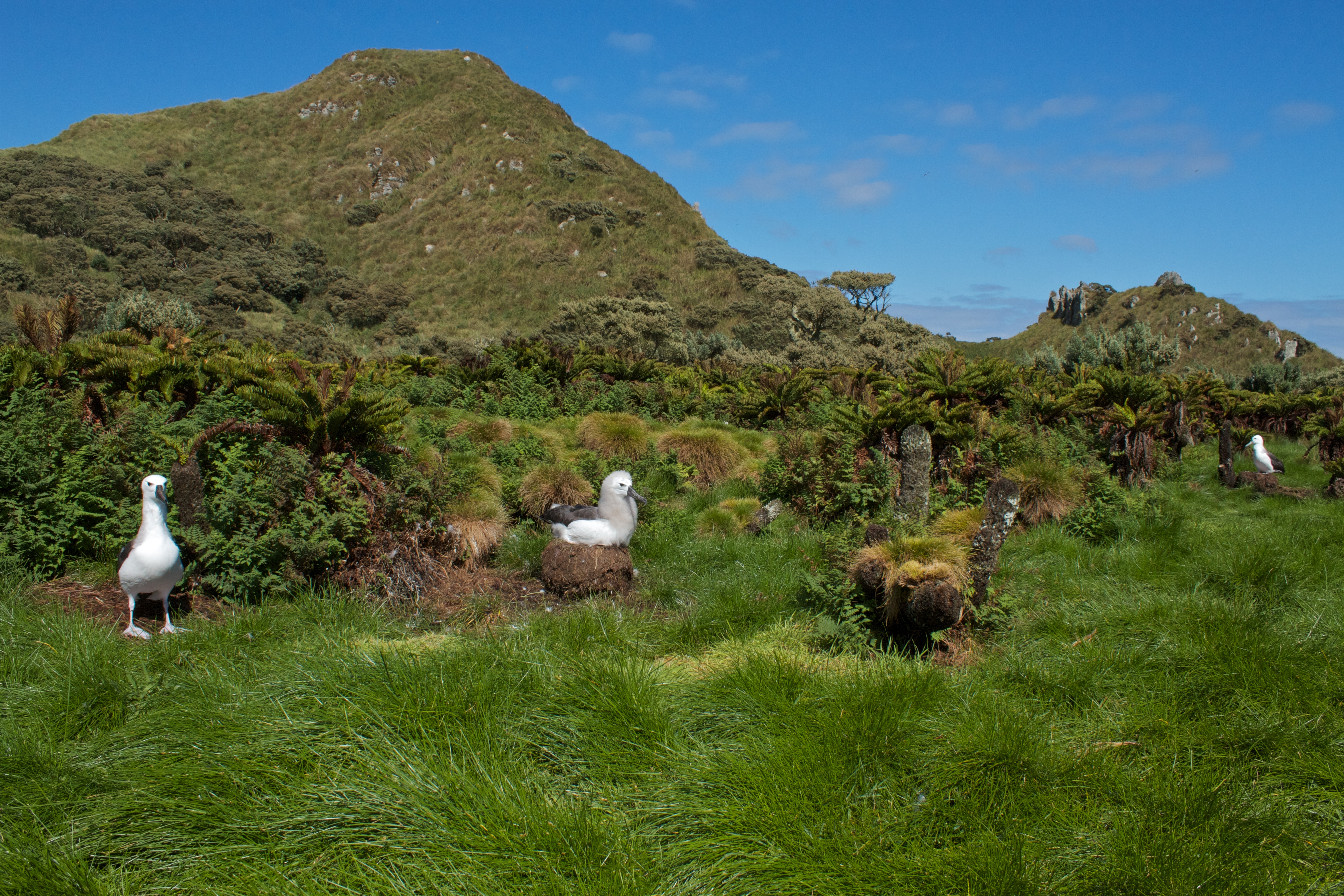
Wysiadujący ptak na wyspie Nightingale

John Latham w swoim opisie zamieścił informację, że albatros żółtodzioby lata ok. 1,5 m nad powierzchnią wód. Zazwyczaj na morzu milczy, poza sytuacjami, w których walczy o pożywienie. W koloniach lęgowych głośny, wydaje z siebie wysokie, gwałtowne, wibrujące, nosowe okrzyki hek-ek-ek-ek-ek-ekek-eg-eg-eeg-eeeg.

### Lęgi

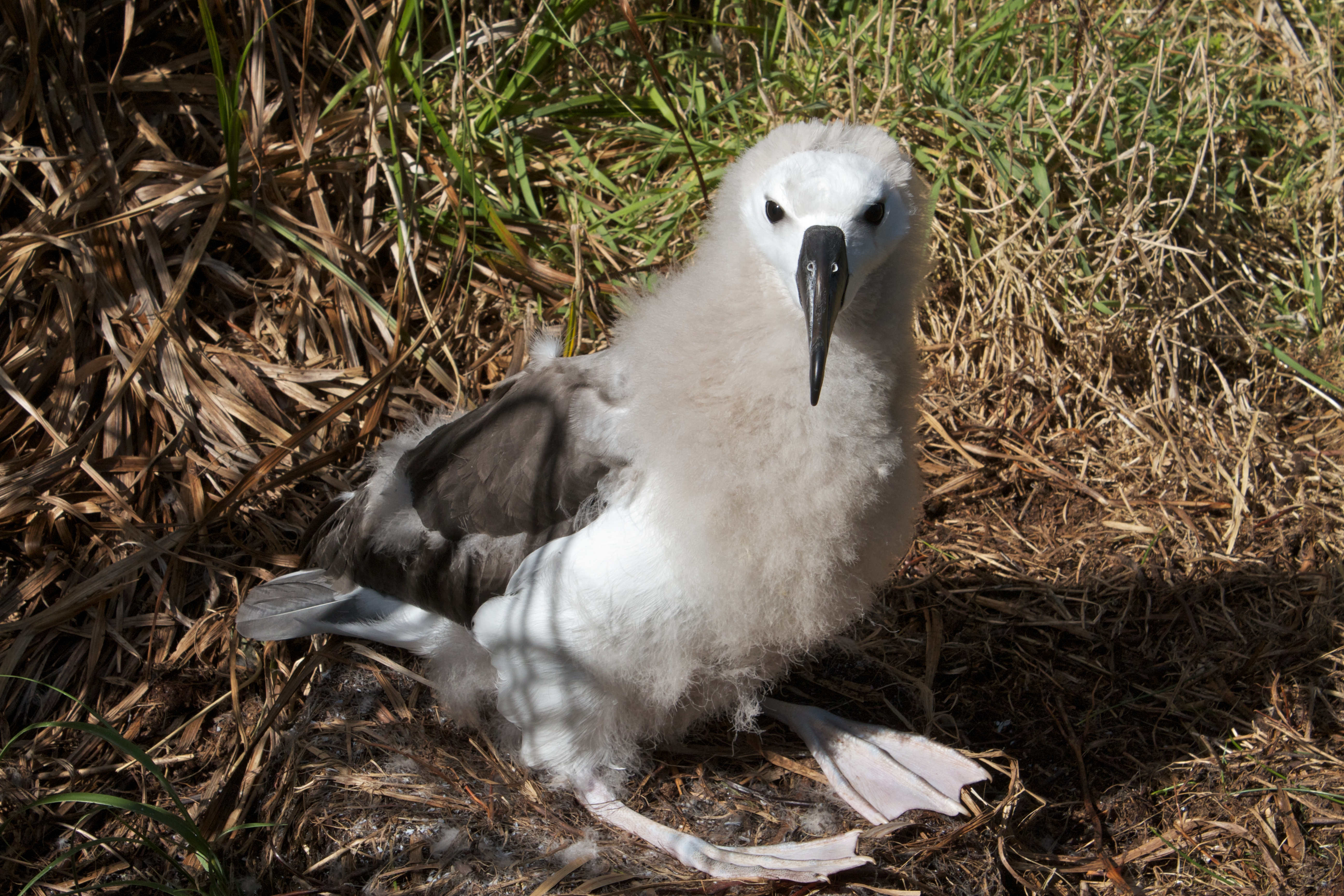
Osobnik w szacie juwenilnej

Albatros żółtodzioby jest monogamiczny. Dojrzałość płciową osiągają między 8 a 10 rokiem życia. Ptaki zaczynają tworzyć kolonie lęgowe od lipca do końca sierpnia. Gniazdo usypane jest z błota, torfu, piór i roślin. Jaja składane są od września do początku października. W lęgu jedno białe jajo. Ma ono wymiary około 96,8×63,5 mm, waży 218 gramów. Inkubacja trwa od początku sierpnia do grudnia; wysiadują oba ptaki z pary. Opieka nad pisklętami trwa od listopada do końca kwietnia. Pisklęta pierzą się od końca marca do kwietnia. Młode osobniki powracają do kolonii po 5 latach. Sukces lęgowy wynosi 62–76%. Albatrosy żółtodziobe mogą żyć do 37 lat.

## Status, zagrożenia i ochrona

### Populacja
| Lokalizacja                     | Populacja      | Data | Trend    |
| ------------------------------- | -------------- | ---- | -------- |
| Gough                           | 5,3 tys. par   | 2001 | stabilna |
| Tristan da Cunha (główna wyspa) | 16–30 tys. par | 1974 | stabilna |
| Nightingale                     | 4,5 tys. par   | 1974 | malejąca |
| Middle                          | 100–200 par    | 1974 |          |
| Stoltenhoff Island              | 500 par        | 1974 |          |
| Inaccessible                    | 1,1 tys. par   | 1983 | malejąca |
| Całkowicie                      | 55–83,2 tys.   | 2001 | malejąca |

Według IUCN gatunek jest klasyfikowany jako zagrożony wyginięciem (EN – endangered). Całkowita liczebność szacowana jest na 21–32 tys. dojrzałych ptaków. W 1974 roku liczebność na wyspie Tristan da Cunha szacowana była na 16–30 tys. par lęgowych, na wyspie Nightingale 4500 par, w 2010 roku na Middle Island na 40 par, a na Stoltenhoff 210. Na Inaccessible Island w 2004 roku populację oszacowano na 2000 osobników. W 2007 roku liczebność na wyspie Nightingale zmalała do 4000 par. Z tych informacji można wywnioskować, że całkowita liczebność powinna wynosić 27 500–41 600 par lęgowych, jednak dane z wyspy Tristan da Cunha są nieaktualne, gdyż pochodzą sprzed ponad 30 lat. W 2001 roku liczebność na tej wyspie wynosiła 3250 par lęgowych. Na wyspie Gough w trakcie sezonu lęgowego w latach 2000–2001 zliczono 538 wysiadujących osobników, 137 ptaków w gnieździe, lecz bez jaj oraz 113 albatrosów niezajętych lęgami. Biorąc pod uwagę badany obszar, stanowiący ok. 11% całkowitej powierzchni zasiedlanej przez te ptaki, oszacowano łączną populację wyspy na 5260 par. Na tej wyspie w latach 1982–1988 przeżywalność piskląt szacowana była na 23–39%. Globalny trend populacji wskazuje na 70% spadek jej liczebności w ciągu 72 lat.

### Zagrożenia
Sztucznie wprowadzone lub zawleczone zwierzęta zagrażające albatrosom (ich lęgom), ale i innym ptakom morskim to: królik europejski (Oryctolagus cuniculus), kot domowy (Felis catus), szczur wędrowny (Rattus norvegicus), szczur śniady (R. rattus), ostronos białonosy (Nasua narica), gronostaj (Mustela erminea), pies domowy (Canis lupus familiaris), mysz domowa (Mus musculus) oraz świnia domowa (Sus scrofa).
Zagrożenie dla tego gatunku stanowi także tzw. połów na takle (ang. longline fishing) oraz poprzez tzw. trałowanie. W obu tych przypadkach ptaki wpadają w sieci.

### Ochrona
Gatunek został wpisany do Załącznika II Konwencji Bońskiej oraz do Aneksu 1 Porozumienia o Ochronie Albatrosów i Petreli (ang.: Agreement on the Conservation of Albatrosses and Petrels, ACAP). Populacja albatrosów żółtodziobych jest monitorowana na wyspie Gough, która od 1995 roku wpisana jest na listę światowego dziedzictwa przyrodniczego. W latach 2004–2005, celem ustalenia morskiego zasięgu, kontrolowano ptaki z wyspy Gough z nadajnikami, a w latach 2007–2008 z Tristan da Cunha. W 2006 roku South East Atlantic Fisheries Commission zarządziło, by takle do połowu ryb były umieszczane w wodzie w nocy.
Jako działania ochronne w przyszłości proponuje się przeprowadzenie spisu populacji na wszystkich wyspach archipelagu Tristan da Cunha, prowadzenie regularnego monitorowania bardziej reprezentatywnej części populacji i kontynuowanie monitorowania na wyspie Gough.

## Znaczenie w kulturze człowieka
W 1954 i 1972 roku na wyspie Tristan da Cunha ukazały się dwa znaczki pocztowe przedstawiające wizerunek albatrosa żółtodziobego. Pierwszy, czarno-biały, przedstawiał dorosłego osobnika z dwoma młodymi, a na drugim, kolorowym, dwa dorosłe osobniki oraz roślinę Apium australe z rodzaju selerów. W 1977 w serii znaczków dotyczącej awifauny tej wyspy uwzględniony został także ten gatunek. W 1987 roku ukazał się znaczek upamiętniający norweską ekspedycję na Tristan da Cunha, mającą miejsce w latach 1937–1938 i będącą pierwszą ekspedycją badawczą na tej wyspie. Ukazana została scena obrączkowania ptaka. W 1988 roku na znaczku przedstawiono malunek autorstwa Augustusa Earle’a, londyńskiego artysty, na którym znalazł się także albatros żółtodzioby. BirdLife International w 2003 roku wydało 5 znaczków zachęcających do ochrony tego gatunku. Siedem lat później również na wyspie Tristan da Cunha ukazał się znaczek ze zdjęciem obrączkowanego ptaka. Oprócz tego T. chlororhynchos ukazano także na znaczkach z Grenady, Mozambiku, Namibii i Tanzanii oraz z wyspy Amsterdam, znaczku z serii Inauguration of Ghana Airways obok samolotu Boeing 377 Stratocruiser.